# Now You're Gone
Singles de Basshunter
Jingle Bells
(2006) Please Don't Go
(2008)
Pistes de Now You're Gone: The Album
Now You're Gone All I Ever Wanted
Now You're Gone est une chanson interprétée par  le chanteur suédois Basshunter en collaboration avec DJ Mental Theo Bazzheadz. Elle utilise la même musique que Boten Anna mais ses paroles, écrites en anglais par Sebastian Westwood, sont complètement différentes.
On peut l'entendre brièvement dans le film Camping 2.

## Listes de pistes
CD single
1. Now You're Gone (Radio Edit) - 2:34
2. Now You're Gone (DJ Alex Extended Mix) - 5:42

Maxi single
1. Now You're Gone (Radio Edit) - 2:34
2. Now You're Gone (Video Edit) - 2:39
3. Now You're Gone (DJ Alex Extended Mix) - 5:42
4. Now You're Gone (Sound Selektaz Remix) - 5:35
5. Now You're Gone (Fonzerelli Remix) - 6:27
6. Now You're Gone (Video)

CD singles australiens et allemands / brésilien numérique
1. Now You're Gone (Radio Edit) - 2:36
2. Now You're Gone (DJ Alex Extended Mix) - 5:45
3. Now You're Gone (Sound Selektaz Remix) - 5:38
4. Now You're Gone (Fonzerelli Remix) - 6:29
5. Boten Anna (Radio Edit) - 3:30

## Les différences deBoten Anna
En 2007, DJ Mental Theo utilisait Boten Anna instrumentale pour créer une version bootleg en anglais pour ses sets DJ à Magaluf, Majorque. C'est cette chanson qui devint finalement un single.
Le thème de la chanson est différent de Boten Anna. Boten Anna se passe sur IRC tandis que Now You're Gone traite un jeune couple qui a rompu puis se remet ensemble. La vidéo musicale étant sur ce thème, même si elle suggère une réunion du couple, ce qui n'est pas référencée dans la chanson elle-même. Le tempo de la chanson a également été augmenté par rapport à Boten Anna.

## Vidéo
Le modèle norvégien Aylar Lie joue le rôle féminin principal dans le clip de la chanson. Les deux autres filles qui sont avec Aylar Lie sont Silje Lian qui est avec le top rose avant qu'elle change de tenue et Marielle Mathiassen.
La vidéo musicale s'étend sur le thème de la chanson d'un jeune homme et une femme mettant fin à leur relation, représentant la rupture par SMS des messages texte. À la fin de la vidéo, le couple s'embrasse mais les paroles ne suivent pas cet évènement.
À ce jour, la vidéo a connu un succès massif sur Internet YouTube. La vidéo a atteint plus de 280 millions de vues.
La vidéo a été tournée en juin 2007 à Oslo.

## Réception
La chanson a été No.1 sur le Irish Singles Chart, au Royaume-Uni elle est entrée n ° 14 sur les téléchargements. Elle a été No.1 sur le UK Singles Chart et au britannique iTunes Chart. Now You're Gone est restée au Royaume-Uni n ° 1 pendant cinq semaines avant d'être détrônée par l'artiste féminine Galloise Duffy avec sa chanson Mercy.

## Classements

### Classements hebdomadaires
| Classement (2007-2010)                | Meilleure position |
| ------------------------------------- | ------------------ |
| Australie Classement single           | 78                 |
| Autriche Classement single            | 14                 |
| Belgique (Wallonie) Classement single | 5                  |
| Canada Classement single              | 88                 |
| Danemark Classement single            | 14                 |
| Europe Classement single              | 4                  |
| Finlande Classement single            | 8                  |
| France Classement single              | 6                  |
| Allemagne Classement single           | 18                 |
| Canada Hot Digital Singles            | 71                 |
| Irlande Classement single             | 1                  |
| Nouvelle-Zélande Classement single    | 3                  |
| Norvège Classement single             | 10                 |
| Roumanie Classement single            | 28                 |
| Suède Classement single               | 2                  |
| Suisse Classement single              | 29                 |
| Royaume-Uni Classement single         | 1                  |
| États-Unis Hot Dance Airplay          | 1                  |

| Classement (2000-2009)                     | Meilleur position |
| ------------------------------------------ | ----------------- |
| Royaume-Uni Top 100 chanson de la décennie | 95                |

### Classement de fin d'année
| Classement (2008)                  | Position |
| ---------------------------------- | -------- |
| Irlande Classement single          | 4        |
| Royaume-Uni Classement single      | 8        |
| Nouvelle-Zélande Classement Chart  | 14       |
| France Classement Chart            | 16       |
| Suède Classement single            | 32       |
| Belgique Wallonie Classement Chart | 54       |
| Autriche Classement single         | 62       |
| Classement (2009)                  | Position |
| Nouvelle-Zélande Classement Chart  | 35       |

## Certification
| Pays                                                                                                   | Certification | Ventes certifiées |
| --- | ------------- | ----------------- |
| Danemark (IFPI Danmark)                                                                                | Or            | 45 000            |
| Nouvelle-Zélande (RMNZ)                                                                                | Platine       | 15 000            |
| Royaume-Uni (BPI)                                                                                      | Platine       | 667 000           |
| *Ventes selon la certification ^Mise en rayon selon la certification xNon précisé par la certification |               |                   |